# Chiếc hộp ma quái
Chiếc hộp ma quái (tựa tiếng Anh: Wish Upon) là một bộ phim kinh dị siêu nhiên của Mỹ năm 2017, do John R. Leonetti đạo diễn, Barbara Marshall viết kịch bản. Phim có sự tham gia của các diễn viên Joey King, Ki Hong Lee, Sydney Park, Shannon Purser, Sherilyn Fenn, Elisabeth Rohm và Ryan Phillippe. Bộ phim kể về một cô gái tuổi teen được tặng một chiếc hộp âm nhạc ma thuật. Chiếc hộp có thể ban cho cô bảy điều ước, nhưng khi mỗi một điều ước được thực hiện thì năng lực siêu nhiên lại lấy đi mạng sống một người thân thiết của cô.
Phim được phát hành trên rạp chiếu phim vào ngày 14 tháng 7 năm 2017 bởi Broad Green Pictures và Orion Pictures. Bộ phim chủ yếu nhận được đánh giá tiêu cực từ các nhà phê bình nhưng cũng đã thu về 23,5 triệu đôla trên toàn thế giới.

## Nội dung
Clare Shannon là một học sinh trung học 17 tuổi, bị ám ảnh bởi ký ức về vụ tự sát của mẹ cô mà cô đã chứng kiến khi còn nhỏ. Bố của cô, Jonathan, là một cựu nhạc sĩ nghiệp dư và là người thích bừa bộn, tích trữ, xem việc nhặt rác như một thú vui. Ông đã tìm thấy một chiếc hộp nhạc Trung Quốc và tặng nó cho cô như một món quà sinh nhật sớm. Clare giải mã được một trong vô số dòng chữ trên hộp là "Bảy điều ước", và điều ước đầu tiên, "thối rữa", đã gọi tên Darcie Chapman, kẻ hay bắt nạt cô ở trường. Ngay tại thời điểm đó, Darcie lập tức bị viêm mô hoại tử và được đưa vào ICU. Cùng ngày, con chó thú cưng Max của Clare chết dưới sàn nhà sau khi bị chuột ăn thịt. Clare nhận ra rằng chiếc hộp mang lại điều ước, nhưng cô không biết rằng điều ước của mình có đi kèm với hậu quả.
Clare thực hiện điều ước thứ hai rằng chàng trai nổi tiếng trong trường tên là Paul sẽ phải yêu cô. Điều ước thành sự thật. Hậu quả là người bác giàu có của cô qua đời, nhưng trong di chúc của ông ta không viết tên hai bố con Clare. Khi nghe tin, Clare ước mình sẽ được thừa hưởng mọi thứ từ người bác này. Lập tức mọi thứ được để lại cho Clare. Bố cô thì mua một chiếc xe mới, còn cô dọn đến ở căn biệt thự sang chảnh, đi mua sắm và ăn ngon mặc đẹp. Hậu quả là bà Deluca, một người hàng xóm thân thiện của cô, bị tai nạn đến tử vong trong nhà bếp. Clare nhờ sự giúp đỡ của người bạn cùng lớp Ryan Hui để giải mã các ký hiệu trên hộp nhạc. Gina, chị họ của Ryan, giúp Clare giải mã ý nghĩa của các ký hiệu, nói rằng mỗi điều ước trong số bảy điều ước khi được ước sẽ đi kèm với những hậu quả và các quy tắc phải tuân theo. Điều ước thứ tư của Clare là bố cô không còn đi nhặt rác và phải thật tài năng. Ông ngay lập tức thay đổi tính cách và trở thành một nghệ sĩ kèn tài giỏi. Hai người bạn thân của cô được phen ngưỡng mộ bố cô, khiến cô vô cùng hài lòng. Nhưng ngay sau đó, Gina giải mã ý nghĩa của cụm từ có nội dung "Khi âm nhạc kết thúc, cái giá bằng máu phải trả". Không ai ngờ rằng nó không phải quy tắc nào cả, mà chính là một lời nguyền. Sau khi gửi lời nhắn cảnh báo Ryan, Gina trượt chân ngã rồi bị đồ nội thất đâm vào đầu khiến cô ta tử vong. Ryan phát hiện thi thể của Gina và nói với Clare về việc thực hiện điều ước trên hộp nhạc, nhưng cô đã nhanh chóng phủ nhận. Cô muốn tiếp tục hưởng thụ cuộc sống mơ ước mà chiếc hộp mang lại.
Clare thực hiện điều ước thứ năm rằng cô muốn được nổi tiếng toàn trường, nhưng cô sớm không hài lòng với điều này và cô trở nên xa cách với hai người bạn thân của mình, trong khi vẫn thường xuyên bị phân biệt đối xử. Như một hậu quả của điều ước, một người bạn thân của Clare là Meredith bị mắc kẹt trong thang máy và khi dây cáp bị đứt, cô ta rơi xuống đất và tử vong ngay trước mặt Clare. Bây giờ Clare bắt đầu tin lời nguyền là có thật.
Ryan tiết lộ với Clare rằng sau khi điều ước thứ bảy được thực hiện, chiếc hộp nhạc sẽ đòi linh hồn của chủ nhân. Họ cố phá hủy chiếc hộp nhưng luôn thất bại. Hơn nữa, vì June, một người bạn thân khác của Clare, đã đánh cắp chiếc hộp nên Clare mất đi sự nổi tiếng và mọi thứ khác mà cô ước. Clare lấy lại chiếc hộp, nhưng June bị chấn thương sau khi ngã xuống cầu thang. Tuy nhiên, ngay sau đó Clare đã ước điều ước thứ sáu, đó là mẹ cô không bao giờ tự sát. Mẹ của Clare bỗng hiện ra, gõ cửa phòng cô cùng với hai em gái. Clare sau đó lục lại những bức tranh của mẹ cô và thấy một bức tranh về chiếc hộp nhạc. Cô kết luận rằng mẹ cô là một trong những chủ nhân trước của chiếc hộp nhạc và chắc chắn nó đã dẫn đến việc bà tự sát ban đầu.
Khi Clare thấy bố cô, người thân cuối cùng, phải trả giá cho điều ước thứ sáu, thì điều ước thứ bảy của cô là quay trở lại ngày bố cô tìm thấy chiếc hộp, và xóa tất cả những chuyện đã xảy ra. Điều này đã thành hiện thực khi ngược dòng thời gian, cô tìm thấy chiếc hộp trước bố cô, sau đó cô yêu cầu Ryan chôn chiếc hộp. Clare tin rằng tất cả đều ổn, nhưng cô đã chết khi xe của Darcie vô tình tông vào cô, vì cô phải trả giá cho điều ước cuối cùng bằng mạng sống của chính mình. Hộp nhạc vang lên sau cái chết của Clare, cho thấy điều ước thứ bảy quay ngược thời gian sẽ được cân bằng bởi cái chết của chính cô và cuối cùng chiếc hộp nhạc đã thực sự cướp đi linh hồn của cô.
Trong cảnh hậu danh đề, Ryan chuẩn bị chôn chiếc hộp nhạc, nhưng anh bị hấp dẫn bởi dòng chữ về bảy điều ước và quyết định không chôn chiếc hộp, do đó bắt đầu lại vòng chết chóc luẩn quẩn mà Clare từng trải qua.

## Diễn viên
- Joey King trong vai Clare Shannon, một học sinh trung học phát hiện ra chiếc hộp âm nhạc Trung Quốc mang đến cho cô 7 điều ước.
  - Raegan Revord trong vai Clare hồi nhỏ
- Ki Hong Lee trong vai Ryan Hui, một trong những bạn học của Clare, người giúp cô điều tra chiếc hộp âm nhạc
- Sydney Park trong vai Meredith McNeil, một trong những người bạn thân của Clare
- Shannon Purser trong vai June Acosta, một trong những người bạn thân của Clare
- Sherilyn Fenn trong vai bà Deluca, hàng xóm và bạn của gia đình Shannon
- Elisabeth Rohm trong vai Johanna Shannon, người mẹ đã qua đời của Clare
- Ryan Phillippe trong vai Jonathan Shannon, bố của Clare và một người nhặt rác
- Mitchell Slaggert trong vai Paul Middlebrook, bạn cùng lớp của Clare, người thu hút Clare
- Josephine Langford trong vai Darcie Chapman, một trong những bạn học của Clare, người thường xuyên bắt nạt và phân biệt đối xử cô
- Alice Lee trong vai Gina Hsu, chị họ của Ryan, người giúp giải mã dòng chữ trên hộp nhạc
- Alexander Nunez trong vai Tyler Manguso, một trong những người bạn của Darcie và Paul
- Daniela Barbosa trong vai Lola Sanchez, bạn thân của Darcie và bạn gái của Paul
- Kevin Hanchard trong vai Carl Morris, bạn của Jonathan
- Victor Sutton trong vai bác August, người bác giàu có của Clare
- Jerry O'Connell trong vai Lawrence Hart, một chủ nhân trước của chiếc hộp âm nhạc. O'Connell không có cảnh diễn trực tiếp cho vai diễn này.[cần dẫn nguồn]

## Chủ đề chính
Đạo diễn John R. Leonetti đã tóm tắt Chiếc hộp ma quái khác với những câu chuyện cổ tích tương tự như "Bàn tay khỉ" ở chiều sâu cảm xúc của nhân vật Clare, đặc biệt là tuổi thơ khó khăn của cô ấy, và cảm xúc tâm trạng không thể ngừng sử dụng hộp nhạc ngay cả khi cô ấy nhận ra nó mang lại một hậu quả khủng khiếp.

## Sản xuất
Bộ phim dựa trên truyện ngắn Bàn tay khỉ của W. W. Jacobs. Kịch bản của phim được bình chọn vào Danh sách đen năm 2015. Catherine Hardwicke ban đầu được lên kế hoạch với tư cách đạo diễn bộ phim, nhưng sau đó cô đã không được tham gia dự án. Sau đó, nhà sản xuất Sherryl Clark đã gửi bản thảo kịch bản cho John R. Leonetti, và ông ông giải thích rằng trong khi rất thích kịch bản, nhưng lại bày tỏ "Tôi không hoàn toàn muốn tham gia lúc đầu vì tôi còn có những việc khác." Tuy nhiên, một bản dự thảo khác được gửi bởi Clark bốn tháng sau đó đã thu hút sự chú ý của ông, và ông nhận nhiệm vụ chỉ đạo từ đó. Trong khi hầu hết nội dung kịch bản của bản nháp ban đầu đã được nhìn thấy trong bản cắt cuối cùng, thì có những thay đổi. Một phân cảnh mà Carl gần như bị một chiếc xe tải đâm phải, liên quan đến cái chết của Billy Hitchcock trong Đích cuối (2000), đã bị loại bỏ vì các nhà làm phim cuối cùng không muốn tạo ra một sản phẩm có kết kinh điển. Trong quá trình quay phim, cảnh Jonathan trong chiếc xe bị xẹp lốp được kéo "ngay ra khỏi mông của chúng tôi" để đánh lạc hướng trong cái chết trong thang máy của Meredith.
Vào ngày 27 tháng 7 năm 2016, có thông báo rằng Wish Upon sẽ được đạo diễn bởi John R. Leonetti. Bộ phim được sản xuất bởi Sherryl Clark từ công ty sản xuất của cô, Busted Shark Productions, và được viết kịch bản bởi Barbara Marshall. Vào tháng 8 năm 2016, Joey King được chọn vào vai chính của bộ phim, và vào ngày 9 tháng 11 năm 2016, Ki Hong Lee được thông báo là cũng tham gia. King là sự lựa chọn đầu tiên của Leonetti cho Clare Shannon, vì trước đó hai người đã làm việc cùng nhau trong  Ám ảnh kinh hoàng (2013), và đạo diễn muốn giới thiệu Shannon Purser trong phim sau khi nhìn thấy cô trong Cậu bé mất tích. Phim bắt đầu được sản xuất vào tháng 11 năm 2016 tại Toronto. Bộ phim được quay trên một chiếc Arri Alexa ở độ phân giải 3,4K, Chiếc hộp ma quái của đạo diễn Leonetti sẽ trông tự nhiên hơn, khác với thẩm mỹ với hình ảnh cách điệu của những bộ phim kinh dị khác.

## Phát hành

### Tại rạp phim
Đoạn giới thiệu ngắn (trailer) của phim được phát hành vào ngày 09/02/2017. Trailer chính thức đầu tiên ra mắt vào ngày 22 tháng 3 năm 2017, và trailer thứ hai được phát hành vào ngày 22 tháng 5 năm 2017. Phim được phát hành tại các rạp vào ngày 14 tháng 7 năm 2017 ở Hoa Kỳ và ngày 22 tháng 7 năm 2017 ở Vương quốc Anh.

### Video tại nhà
Bộ phim đã được phát hành trên DVD và Blu-ray tại Hoa Kỳ vào ngày 7 tháng 10 năm 2017. Blu-ray cũng bao gồm đoạn phim chưa được xếp hạng của đạo diễn dài hơn một phút và được đạo diễn ưu ái.

### Marketing
Broad Green Pictures đã cấp bảy điều ước của người hâm mộ gửi qua trang web chính thức của bộ phim.

## Phản ứng và đánh giá

### Tại phòng vé
Chiếc hộp ma quái đã thu về 14,3 triệu đôla ở Hoa Kỳ và Canada, 9,2 triệu đôla ở các vùng lãnh thổ khác, với tổng số tiền trên toàn thế giới là 23,5 triệu đôla, gần gấp đôi so với kinh phí sản xuất là 12 triệu đôla.
Tại Bắc Mỹ, phim được phát hành cùng với phần mở màn của Đại chiến hành tinh khỉ, cũng như phần mở rộng của Căn bệnh nặng, và dự kiến sẽ thu về 8–10 triệu đôla từ 2.100 rạp chiếu trong tuần đầu công chiếu. Phim đã kiếm được 376.000 đôla từ các suất chiếu trước vào tối thứ Năm tại 1.659 rạp và 2,3 triệu đôla trong ngày đầu tiên. Phim tiếp tục ra mắt với 5,5 triệu đôla trong tuần đầu công chiếu, và đứng thứ 7 tại phòng vé.

### Đánh giá quan trọng
Trên chuyên trang đánh giá phim Rotten Tomatoes, phim có điểm phê duyệt ''độ tươi của quả cà chua'' là 19%, dựa trên đánh giá từ 94 nhà phê bình, với điểm trung bình là 4/10. Sự đồng thuận quan trọng của trang web cho biết: "Chiếc hộp ma quái không đáng sợ cũng không độc đáo, nhưng những sai sót cơ bản của nó như đối với một bộ phim kinh dị có thể khiến bộ phim trở thành lựa chọn cho những người đam mê thể loại xem phim cắm trại sau nửa đêm." Trên trang Metacritic, bộ phim có số điểm 32/100, dựa trên đánh giá từ 24 nhà phê bình, qua đó cho thấy "hầu hết các bài đánh giá nhìn chung không thuận lợi". Khán giả do CinemaScore chỉ cho điểm trung bình của phim là "C" trên thang điểm A + đến F.
Andrew Barker từ tạp chí Variety đã viết: "Theo bất kỳ tiêu chuẩn thông thường nào, bộ phim kinh dị dành cho tuổi teen Chiếc hộp ma quái là một bộ phim khá tệ. Nhưng cái tệ của nó là một thứ khác biệt và kỳ cục đến mức nó không thể không tạo ra một sức hấp dẫn tự nhiên."